# دونیزیته آلیویرا
دونیزیته آلیویرا (۲۱ فوریهٔ ۱۹۶۸) یک بازیکن فوتبال اهل برزیل است. وی در تیم ملی فوتبال برزیل بازی کرده است.